# Cray XK7
Cray XK7 bezeichnet die am 29. Oktober 2012 vorgestellte Nachfolgegeneration der XK6- und XT5-Technologie, die die Firma Cray Research für große Supercomputer als Hybrid-Cluster aus CPUs und GPUs nutzt. Der vom amerikanischen Oak Ridge National Laboratory betriebene Jaguar wurde schrittweise auf XK7-Knoten umgerüstet. Nach Abschluss der Umrüstung erhielt er den neuen Namen Titan. Die Rechenleistung stieg dabei von 2,3 auf 17,59 PetaFLOPS. Die Aufrüstung kostete 97 Millionen US-Dollar.
Der Rechner ist in 200 Racks, Cabinets genannt, untergebracht. Der Supercomputer soll der Erforschung neuer Biokraftstoffe, sparsamerer Verbrennungsmotoren, leistungsfähigerer Solarzellen usw. dienen. Daneben sind Einsätze in den Bereichen der Medizin, der Geologie und der Erforschung neuer Materialien geplant.

## Spezifikationen
Die Ausstattung eines XK7-Racks kann enthalten:
- Prozessoren: 4 AMD-Opteron-6200-64bit-Prozessoren (16 Kerne) und 4 Nvidia Tesla K20 GPUs sind auf einem Blade (Einschubplatine) untergebracht; ein Rack hat Platz für 24 Blades, was 96 CPUs und 96 GPUs pro Rack entspricht. Bis zu 1536 CPU-Kerne können sich somit in einem Rack befinden.
- Arbeitsspeicher: 16 oder 32 GB registered ECC DDR3-SDRAM pro CPU; 6 GB GDDR5 pro GPU
- Interner Bus: 2 Gemini ASICs pro Blade; ein Gemini Chip besitzt 48 Switch Ports und ist mit HyperTransport 3.0 an die Rechenknoten angeschlossen; die Topologie entspricht einer dreidimensionalen Torus-Geometrie.
- Externe I/O-Interfaces: InfiniBand, 10-Gigabit-Ethernet, Fibre Channel (FC) und Ethernet
- Datenspeichersystem: über Fibre Channel angebundene Disk-Arrays für Fibre Channel- oder SATA-Laufwerke
- Dateisystem: Lustre, über Crays Data Virtualization Service können auch andere Dateisysteme angesprochen werden
- Betriebssystem: Cray Linux Environment, beinhaltet eine SUSE Linux Enterprise Server Umgebung und Crays Compute Node Linux
- Maße: Höhe: 2,36 m, Breite: 0,57 m, Tiefe: 1,44 m
- Gewicht (luftgekühlt): 725 kg, (mit Flüssigkeitskühlung): 907 kg
- Leistungsaufnahme: 45 bis 54,1 kW
- Kühlung: Luft- oder optional Flüssigkeitskühlung

Titan wird aus insgesamt 200 XK7-Racks mit 18688 CPUs und maximal 18688 GPUs bestehen.